# Gunnar Frick
Gunnar Wilhelm Frick, född 28 augusti 1967 i Björna församling i Örnsköldsviks kommun, är en svensk musiker. Han spelar ett flertal olika instrument, främst klaviatur, dragspel och pedal steel guitar.
Frick har varit verksam i Göteborg sedan slutet av 1980-talet, där han spelat med ett flertal band som Psychotic Youth, Bad Liver och Alimony. Han har även spelat och turnerat med bland andra Weeping Willows, Owe Thörnqvist, Lars Demian, Jesper Odelberg, Ebbot Lundberg, Kikki Danielsson, Pepperland, Magnus Carlson, Commando M Pigg och Stefan Sundström samt arbetat som teatermusiker. Hösten 1999 var han en av producenterna bakom skivan En Salig Samling, där olika artister tolkade Frälsningsarméns sånger. Frick medverkade i september 2006 som extramusiker i Eldkvarn vid premiären för mässan Kärlekens låga som vid detta tillfälle spelades in på skiva. Han var 2006–2009 klaviaturspelare i Ray Davies liveband.